# Edward Daberko

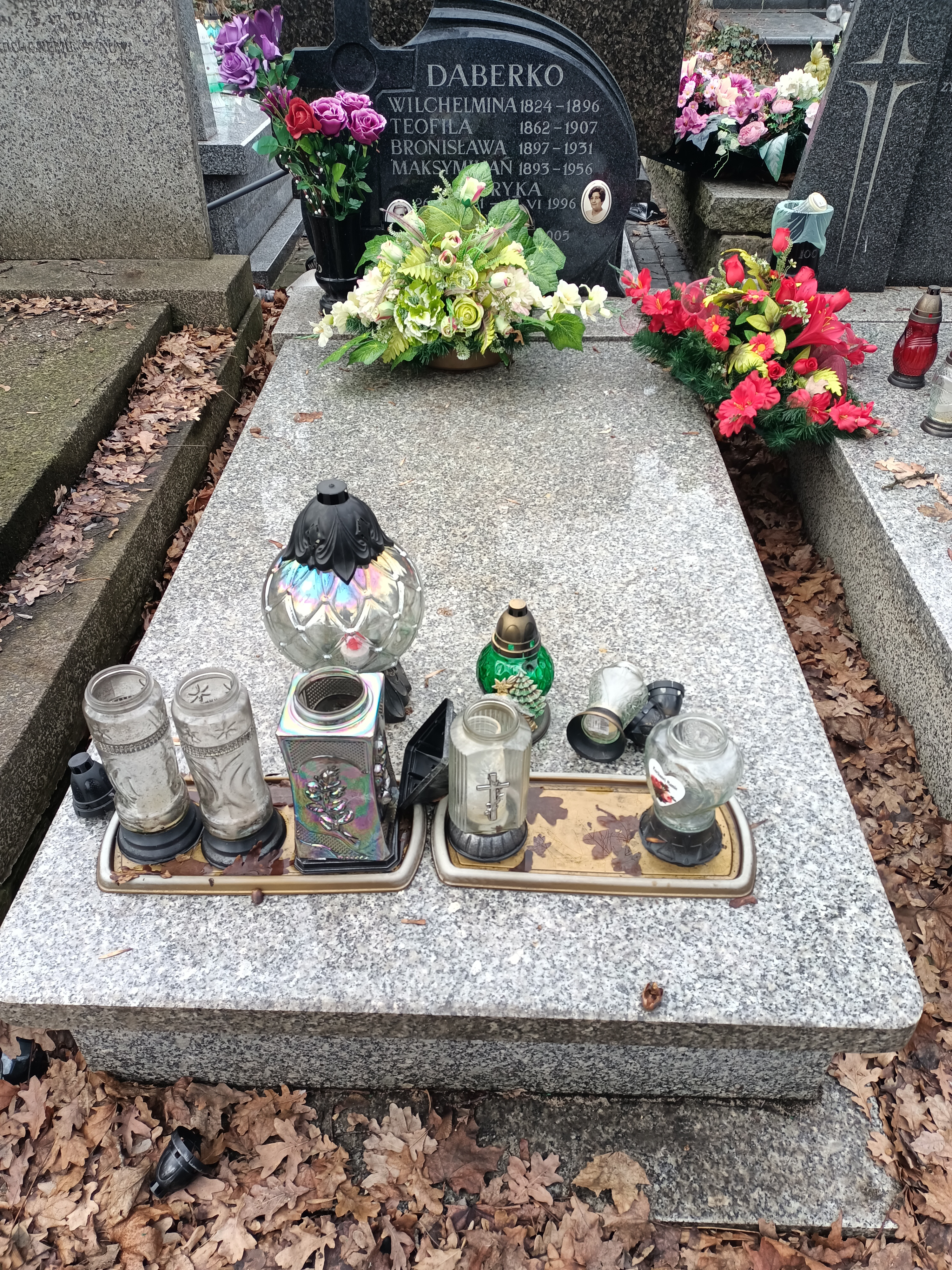
Nagrobek Edwarda Daberko na Cmentarzu Bródnowskim w Warszawie

Edward Daberko (ur. 6 października 1919 w Warszawie, zm. 2 kwietnia 2005 tamże) – polski lekkoatleta, sprinter.
Na pierwszych powojennych mistrzostwach Polski w 1945 zwyciężył w sztafecie 4 × 400 metrów, a w biegu na 400 metrów zajął 6. miejsce. Zdobył srebrny medal w sztafecie olimpijskiej 800-400-200-100 metrów na mistrzowskich Polski w 1947.
Rekordy życiowe:
| Konkurencja        | Data i miejsce             | Wynik |
| ------------------ | -------------------------- | ----- |
| bieg na 100 metrów | 22 września 1945, Warszawa | 12,0  |
| bieg na 200 metrów | 9 września 1945, Łódź      | 25,0  |
| bieg na 400 metrów | 29 września 1945, Łódź     | 56,2  |

Był zawodnikiem klubów warszawskich: Orła (1933-1939 i 1945-1947), Syreny (1947-1953) i Reduty (1953-1963). Ukończył Państwową Techniczną Szkołę Kolejową w Warszawie. Pochowany na cmentarzu Bródnowskim w Warszawie (kwatera 10C-5-18).